# Flygmuseet F 21

 Flygmuseet F 21 är ett militärhistoriskt museum beläget cirka 5 km söder om Luleå. Museet ligger i direkt anslutning till F 21 Luleå och Luleå flygplats. Museet drivs av den ideella föreningen Flygmuseet F 21, vars syfte är att återspegla olika skeden i F 21:s historia på ett brett spektrum.

## Utställningsobjekt
- Hkp 3B
- Hkp 4 A
- S 29 C Tunnan
- J 32 B Lansen
- Saab S 35 E Draken
- JA 37 Viggen
- SF 37 Viggen
- SK 37 Viggen
- Sk 60 C

## Galleri

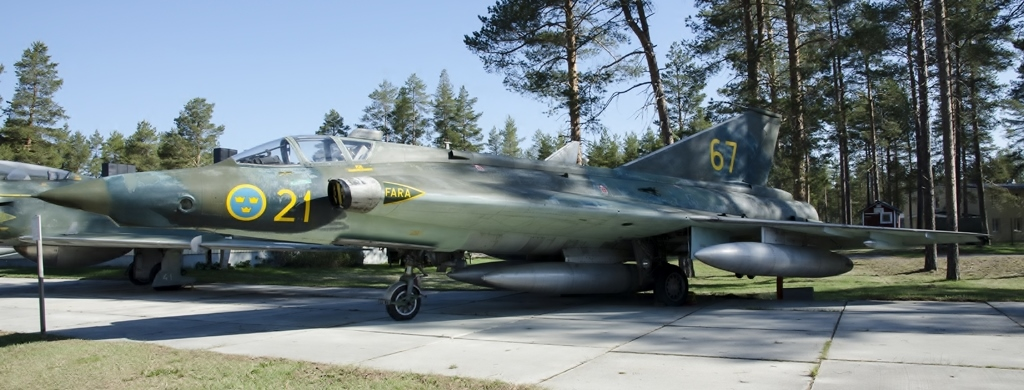
J-35A Draken (S/N 35952)
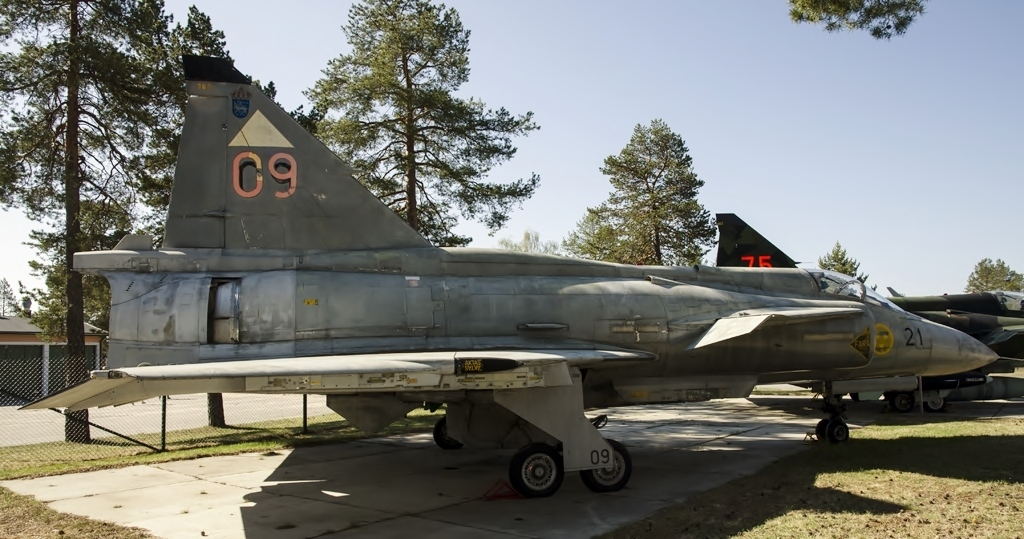
JA 37 Viggen (S/N 37362)
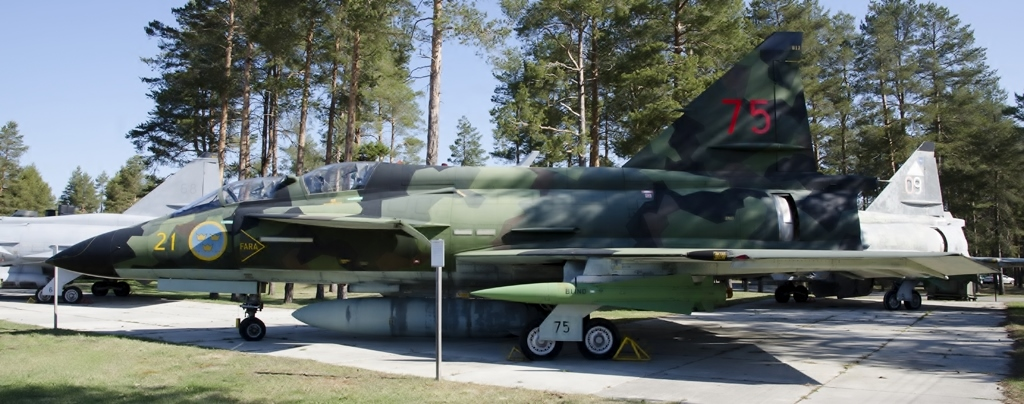
SK 37 Viggen (S/N 37817)
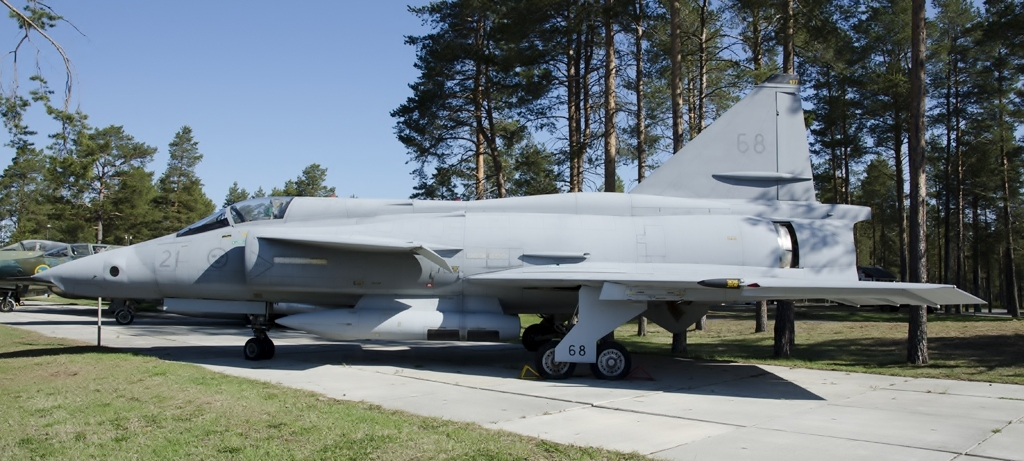
SF 37 Viggen (S/N 37977)